# Viasat Explore
A Viasat Explore egy tévécsatorna, mely az MTG (Modern Times Group) nevű svéd céghez tartozik, és Európában több hasonló tematikus csatornát működtet. Elsősorban sportot, extrém műsorokat sugároz. 2014. április 29-ig Viasat Explorer néven működött. A névváltozás nem megszűnést és felváltást jelentett, a műsorok ugyanazok maradtak, mindössze egy betű lemaradt a korábbi neve végéről.
2015-től a Viasat World tagja, amely a korábbi tulajdonos cégből az MTG-ból vált ki.
A csatorna kezdetben reggel 5 órától este 11 óráig, napi 18 órában volt látható, majd 2013-ban éjfélre került az adászárás, így az adásidő 19 órásra bővült. A Telekom Sat TV-nél és a DIGI műholdas szolgáltatónál 2017. január elejétől 23:59-kor először monoszkóp volt látható (Az úgynevezett: colorbar) a csatorna műsorszünetében, a fennmaradó időben a Spice nevű erotikus csatorna volt fogható az osztott műsoridőben (De kivételesen a UPC Directnél a Blue Hustler váltotta fel Viasat Explore-t osztott időben, ugyanabban a frekvenciában) 2019. január 7-ig. 2019. január 8-án a csatorna napi 24 órás műsoridőre váltott.
A csatorna 2019 januárja óta HD-ben is elérhető. 
A csatorna hangja László M. Miksa volt. Jelenlegi hangja Hám Bertalan.
A csatorna műholdas HD-s sugárzása 2024.12.31-től megszűnt. SD-ben továbbra is elérhető a Digi TV műholdas platformján.

## Műsorai
- 1 harci gép – 12 diák
- A bűnüldözés
- A Chilei 33
- Ack Attack – A világ leggyorsabb motorja
- A faragás királyai
- A fűrész ördögei
- A gerendák királyai
- A halál eszközei
- A határ őrei – A törvény útján
- A jégember – Lewis Gordon Pugh története
- A jég repülői
- A Jones fiúk amazóniai kalandja
- Akik a vadonban élnek
- A króm
- Anthrax akták
- A kitörés után – Az utolsó fogás
- Alaszkai parti őrség
- A legjobbak túlélik – Történetek a Nyugati-part túraösvényéről
- A legjobb szerkezetek
- A legkeményebb munkák
- A legnagyobb mindent visz
- A levegő harcosai
- A lift fogságában
- Amazónia – Bruce Parryvel
- A Mennyország kapuja: Az igazi történet
- Amerika fegyverlaboratóriumában
- A műhely menői
- A Nevada-háromszög rejtélye
- Anyahajó
- Arthur és a tengeri pokol
- A szabadság motorosai – Ázsiában
- A törzs
- Ausztrál kommandó
- A vihar városa
- A világ legvagányabb kamionosai
- Az egymillió dolláros csalás
- Az elképesztő Mr. Goodwin
- Az elnöki különgép
- Az ember a Föld ellen
- Az esélytelen
- Az Északi-tenger
- Az olajváros lakói
- Az utolsó emberig
- Ázsia alvilága
- B-2: Lopakodó a háborúban
- Ben és James az Arab-sivatagban
- Betolakodók
- Bombavadászok
- Bontsd szét!
- Brit ugrás
- Csak kitartóan
- Csodába illő repülőgép-baleset a Hudson-folyón
- Dakar-rali
- Danny Dyer hírhedt riportalanyai
- Danny Dyer hírhedt riportalanyai 2. – Veszélyesen élni
- Dobozból építve – Karosszériakaland
- Ed munkához lát
- Egyedül a rengetegben
- El a kezekkel!
- Éleslövészet
- Elit egységek hősei
- Emberek a boxutcában
- Extreme frontiers
- Extrém gyárak
- Extrém határok
- Extrém tudományok
- Extrém utakon
- Ez dízel?
- Ez vagy az?
- FBI: A bűnüldözés
- Fekete arany
- Feltalálók a sufniban
- Feltalálók népe
- Fémszörnyetegek
- Floridai parti őrség
- Foglalkozása - Veszély
- Fúr a figura
- GT Akadémia
- Hajónagyobbítás
- Halálos harcosok
- Hatalmas Ausztrália
- Hatalmas költöztetők
- Hatvankét nap a tengeren
- Házmozgatók
- Házturbózók
- Helikopterek
- Híd a kultúrák között
- Hogyan legyek milliomos feltaláló?
- Hogyan végezzünk ki egy embert?
- Hogy működik?
- Horgászkalandor
- How does it work?
- Hurrikánok
- Hurrikánvadászok
- Hűha, ezt sosem tudtam!
- Időlassítók
- Így éljünk túl egy katasztrófát
- Így működnek a városok
- II. világháborús repülőbalesetek nyomozói
- In America
- Indián olimpia
- Irány a jövő!
- Írországtól Sydneyig: Minden eszközzel
- Jádeláz
- James May a Holdon
- James May emberi laboratóriuma
- James May nagy ötletei
- Jeges vizek cowboyai
- Kemény fiúk
- Kifogtuk a nagy halat
- Kommandósok
- Kongó – A láva nyomában
- Korszakváltó fegyverek
- Közelharc
- Kutatás Nagy Sándor elveszett világa után
- Különleges építmények
- Különleges erők
- Különleges erők bevetésen
- Küzdelem az elemekkel
- Küzdj vagy fuss
- Lángoló kerekek
- Lefoglalva és eladva – A Madoff-átverés
- Le Mans – A La Sarthe-i csata
- London szuperalagútja
- Megaárverések
- Megakamionosok
- Megaszállítók
- Mentsd meg a vállalkozásunkat!
- Mennyire biztonságos a légterünk? A detroiti 253-as járat
- Miért zuhan le a repülő?
- Miként készül
- Mindennapi csodák
- Nagy és kicsi
- Nagy, mérges hal
- Nehézvontatók
- Ne próbáld ki őket!
- On board: Air Force One
- Óriás költöztetők
- Őrült találmányok
- Párbaj az égen
- Parti őrség: Nyugati part
- Parti őrség: A HMS Bounty megmentése
- Patás pokol
- Phoenix: Mars expedíció a jégre
- Phoenix: Mars-expedíció a jégre – Hamvaiból éledve
- Poklon és tengeráron át
- Radionica Graveyard Carz
- Rakétahajtás
- Richard Garriott – Bevetésen
- Richard Hammond láthatatlan világai
- Roncsautócsodák
- Roncsautók – Csak egy maradhat!
- Roncsból luxusautó
- Roncsmentők
- Roncstelepszökevények
- Sarkvidéki út Bruce Parryvel
- SAS – Harcos kerestetik
- Sommer, a fenegyerek
- Sydneyből Toióba – Ha törik, ha szakad
- Szökőár a kamerák előtt
- Szuperhajók
- Szuperkatapult
- Talajkutatók
- Találkozások
- Tárgyaink története
- Távoli végeken
- Tele tankkal
- Testközelben
- Timber Kings
- Titkos műveletek
- Tomboló tornádók 2011
- Tornádók nyomában
- Törd szét!
- Törjük föl a szépet!
- UFO-akták titkosítatlanul
- Új Hold
- Űrhajósok nemzedéke
- Vadászat a tenger mélyén
- Vadászat szomáliai kalózokra
- Vadászpilóták
- Vasemberek
- Vékony jégen
- Veszély ásógépek munkában
- Veszélyes utakon
- Viharok vihara: A szuperviharok tudománya

## Logói

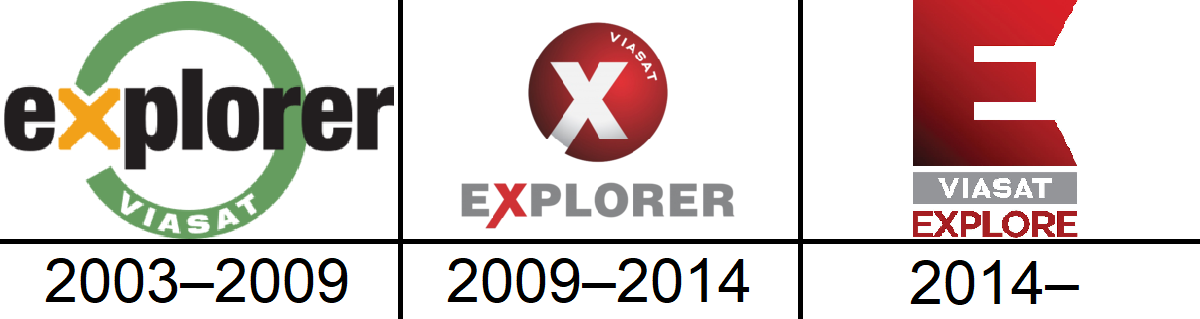
A Viasat Explore logói 2003 óta